# Ordre de succession à l'ancien trône des Deux-Siciles
Pour les articles homonymes, voir Trône (homonymie).
 (août 2012).
Si vous disposez d'ouvrages ou d'articles de référence ou si vous connaissez des sites web de qualité traitant du thème abordé ici, merci de compléter l'article en donnant les références utiles à sa vérifiabilité et en les liant à la section « Notes et références ».

Armoiries des princes de Bourbon-Siciles.

L’ordre de succession à l'ancien trône des Deux-Siciles réunit l’ensemble des personnes susceptibles de pouvoir prétendre aux titres de chef de la maison de Bourbon-Siciles et d’héritier du trône du royaume des Deux-Siciles, dissous et annexé par l'Italie en 1860-1861.
À l'époque monarchique, sont éligibles à la succession au trône des Deux-Siciles tous les membres masculins de la maison de Bourbon-Siciles issus d’une union légitime et acceptée par le chef de famille. L’ordre successoral du royaume s’appuie en effet sur l’idée de primogéniture mâle (« loi salique ») et exclut l’ensemble des femmes et des enfants naturels ou issus de mariages morganatiques. Outre ces exigences généalogiques, les membres de la maison de Bourbon-Siciles doivent professer la foi catholique et renoncer à réunir les couronnes d’Espagne et des Deux-Siciles (traité de Naples de 1759).
Depuis 1960 et la mort sans héritier du prétendant Ferdinando Pio di Borbone delle Due Sicilie, la maison de Bourbon-Siciles est divisée en deux branches rivales (celle des ducs de Calabre et celle des ducs de Castro) et deux ordres de succession concurrents existent. Le premier nie la validité des renonciations du prince Carlos de Borbón-Dos Sicilias, infant d'Espagne, à ses droits au trône des Deux-Siciles (traité de Cannes de 1901) tandis que le second considère ces renonciations comme irrévocables.

## La maison de Bourbon-Siciles
Issue de la dynastie capétienne en ligne masculine et légitime, la maison de Bourbon-Siciles est une branche cadette de la Maison de Bourbon. Avec la maison de Bourbon-Parme, elle forme donc l'un des deux rameaux italiens de la maison de Bourbon.
La maison de Bourbon-Siciles règne sur les royaumes de Naples, de Siciles puis des Deux-Siciles entre 1734 et 1861 (et même dès 1700-1713, si l'on considère le règne de Philippe V d'Espagne à Naples). Renversée par l'Expédition des Mille et l'intégration forcée des Deux-Siciles au royaume d'Italie en 1860-1861, la maison de Bourbon-Siciles a gardé d'importantes attaches avec son ancien royaume.

## Règles de succession au trône des Deux-Siciles

### Règles de succession traditionnelles
À l'époque monarchique, sont éligibles à la succession au trône des Deux-Siciles tous les membres masculins de la maison de Bourbon-Siciles issus d’une union légitime et acceptée par le chef de famille. L’ordre successoral du royaume s’appuie en effet sur l’idée de primogéniture mâle (« loi salique ») et exclut l’ensemble des femmes et des enfants naturels ou issus de mariages morganatiques. Outre ces exigences généalogiques, les membres de la maison de Bourbon-Siciles doivent professer la foi catholique pour intégrer l’ordre de succession.

### L'Acte de Naples de 1759 et ses conséquences
En 1738, le traité de Vienne, qui met fin à la guerre de Succession de Pologne, redonne officiellement son indépendance au royaume de Naples et place sur le trône un fils cadet du roi d'Espagne. La réunion des couronnes madrilène et napolitaine est alors interdite et les Bourbon des Deux-Siciles doivent renoncer à leurs droits sur le trône espagnol.
En 1759 cependant, la mort sans descendance de Ferdinand VI d'Espagne pousse son frère, le roi Charles VII de Naples, à quitter l'Italie du Sud pour ceindre la couronne espagnole. Par le traité de Naples du 3 octobre 1759, Charles VII réaffirme l'impossibilité de réunir les couronnes siciliennes et espagnole. Par une pragmatique sanction, il abandonne alors les trônes de Naples et de Sicile à son fils cadet, le futur Ferdinand Ier des Deux-Siciles, dont les descendants règnent sur l'Italie du Sud jusqu'en 1860-1861.
Bien que théorique après cette date, la question de l'union des couronnes siciliennes et espagnole se repose tout à la fin du XIXe siècle.

### Le traité de Cannes de 1900 et ses conséquences
Fiancé à l'infante Mercedes, sœur aînée et héritière présomptive du roi Alphonse XIII, le prince Charles de Bourbon-Siciles, devenu infant d'Espagne, renonce, pour lui et ses descendants, à ses droits à la couronne des Deux-Siciles. Ce traité, enregistré devant un notaire à Cannes le 14 novembre 1900 et prononcé devant le chef de sa maison, le prince Alphonse, semble alors avoir peu d’implication. En effet, le prétendant au trône a un fils, le prince Ferdinand-Pie, et rien n’indique que Charles ou ses descendants puissent devenir un jour les aînés de leur maison.
Les choses changent en 1960, à la mort sans descendance de Ferdinand-Pie. L'aîné des fils de l'infant Charles, Alphonse, déclare alors nulles les renonciations de son père et revendique pour lui les titres de chef de la maison royale des Deux-Siciles et de duc de Calabre. Il explique en effet que le risque de voir réunies les couronnes d'Espagne et des Deux-Siciles est désormais nul et que les renonciations de son père n'ont donc plus raison d'être.
De son côté, le prince Rénier, frère cadet d'Alphonse et de Charles, déclare les renonciations de son frère irrévocables et affirme qu'il reste le chef de la maison des Deux-Siciles et duc de Castro.

### 2016: passage à la primogéniture absolue
Le 14 mai 2016, le prince Charles de Bourbon des Deux-Siciles annonce sa décision, pour se conformer au droit européen, de renoncer à la loi semi-salique et d'imposer la primogéniture absolue. Sa fille Maria Carolina devient ainsi l'héritière de la maison de Bourbon-Siciles. Cette décision est contestée par Pierre de Bourbon-Siciles, qui souhaite conserver la loi salique, étant donné qu'il a des fils.

## Ordre de succession selon la branche de Calabre (2015)
D'après cette liste, l’actuel prétendant (« no 0 ») au trône des Deux-Siciles est le prince Pedro de Borbón-Dos Sicilias, duc de Calabre, comte de Caserte, né le 16 octobre 1968. Arrière-petit-fils de l'infant Carlos, il est prétendant au trône depuis la mort de son père, le prince Carlos de Borbón-Dos Sicilias (1938-2015), infant d'Espagne, duc de Calabre.
Ferdinand II des Deux-Siciles → Alfonso → Ferdinando Pio → Alfonso → Carlos → Pedro
- 1. Jaime de Borbón-Dos Sicilias y Landaluce (né le 26 juin 1992), duc de Noto, prince des Deux-Siciles (son fils) ;
- 2. Juan de Borbón-Dos Sicilias y Landaluce (né le 18 avril 2003), prince des Deux-Siciles (son frère) ;
- 3. Pablo de Borbón-Dos Sicilias y Landaluce (né le 28 juin 2004), prince des Deux-Siciles (son frère) ;
- 4. Pedro de Borbón-Dos Sicilias y Landaluce (né le 3 janvier 2007), prince des Deux-Siciles (son frère).

Ferdinand II des Deux-Siciles → Alfonso → Ferdinando Pio → Ranieri → Ferdinando
- 5. Charles de Bourbon-Siciles (né le 24 février 1963), duc de Castro, prince des Deux-Siciles (son fils).

Ferdinand II des Deux-Siciles → Alfonso → Gabriele
- 6. Francesco di Borbone delle Due Sicilie (né le 20 juin 1960), prince des Deux-Siciles (son fils) ;
- 7. Antonio di Borbone delle Due Sicilie (né le 6 juin 2003), prince des Deux-Siciles (son fils) ;
- 8. Gennaro di Borbone delle Due Sicilie (né le 27 janvier 1966), prince des Deux-Siciles (son oncle) ;
- 9. Casimiro di Borbone delle Due Sicilie (né le 8 novembre 1938), prince des Deux-Siciles (son oncle) ;
- 10. Luigi di Borbone delle Due Sicilie (né le 28 novembre 1970), prince des Deux-Siciles (son fils) ;
- 11. Alessandro di Borbone delle Due Sicilie (né le 9 août 1974), prince des Deux-Siciles et prêtre (son frère).

## Ordre de succession selon la branche de Castro (2016)
D'après cette liste, l’actuel prétendant (« no 0 ») au trône des Deux-Siciles est le prince Carlo di Borbone delle Due Sicilie, né le 24 février 1963. Petit-fils du prince Ranieri, duc de Castro, il est prétendant au trône depuis la mort de son père, le prince Ferdinando, duc de Castro, le 20 mars 2008. Sans descendance masculine à ce jour, il décide d'abolir la loi salique excluant les femmes de la succession, modifiant ainsi l'ordre de succession en faveur de ses deux filles, acte contesté par son rival, don Pedro.
Ferdinand II des Deux-Siciles → Alfonso → Ferdinando Pio → Ranieri → Ferdinando → Carlo
- 1. Maria Carolina di Borbone delle Due Sicilie (Rome, 23 juin 2003), duchesse de Calabre et de Palerme, princesse des Deux-Siciles (sa fille) ;
- 2. Maria Chiara di Borbone delle Due Sicilie (Rome, 1er janvier 2005), duchesse de Noto et de Capri, princesse des Deux-Siciles (sa sœur).

Ferdinand II des Deux-Siciles → Alfonso → Gabriele
- 3. Francesco di Borbone delle Due Sicilie (né le 20 juin 1960), prince des Deux-Siciles (son fils) ;
- 4. Antonio di Borbone delle Due Sicilie (né le 6 juin 2003), prince des Deux-Siciles » (son fils) ;
- 5. Gennaro di Borbone delle Due Sicilie (né le 27 janvier 1966), prince des Deux-Siciles (son oncle) ;
- 6. Casimiro di Borbone delle Due Sicilie (né le 8 novembre 1938), prince des Deux-Siciles (son oncle) ;
- 7. Luigi di Borbone delle Due Sicilie (né le 28 novembre 1970), prince des Deux-Siciles (son fils) ;
- 8. Alessandro di Borbone delle Due Sicilie (né le 9 août 1974), prince des Deux-Siciles (son frère).

## Documents
- (it) « Traité de Cannes »(Archive.org • Wikiwix • Archive.is • Google • Que faire ?)
- (it) Autres documents relatifs aux règles successorales
- Acte de Rome modifiant l'ordre de succession de la branche de Castro de la maison royale des Deux-Siciles.
- (en) Règles de succession au trône des Deux-Siciles (site de François Velde)

## Note
1. ↑  Eric Jansen, « Une héritière pour la couronne de Naples », Point de Vue, no 3540,‎ 25 mai 2016
2. ↑  Estrella Digital, « Los Borbones de las Dos Sicilias, enfrentados por el trono », sur Estrella Digital (consulté le 1er juin 2016)
3. ↑  Acte de Rome modifiant l'ordre de succession de la branche de Castro de la maison royale des Deux-Siciles.
4. ↑  Communiqué de don Pedro de Borbón-Dos Sicilias.